# Elrathiella
Elrathiella – rodzaj stawonogów z wymarłej gromady trylobitów, z rzędu Ptychopariida.
Żyły w okresie środkowego kambru.